# Desillusion
Desillusion (lat.) bezeichnet eine Enttäuschung oder eine als negativ empfundene Erfahrung, die zu Resignation führen kann. Bei der Desillusion kommt es zu einer Erkenntnis, die eine vorherige Interpretation der Tatsachen als falsch erkennt oder einen Teil oder gar das gesamte bisherige Weltbild infrage stellt. Doch da bei der Desillusion die Illusion als solche erkannt wird, ist sie im Grunde eine positive (aufklärende bzw. erkenntnisgewinnende) Erfahrung – wenn auch die Erfahrung, einem Irrtum (einer Illusion) aufgesessen gewesen zu sein, als negativ empfunden wird.

## Desillusion in der Psychologie
In der Psychologie taucht der Begriff Desillusion innerhalb von Krankheitsbildern auf, die beispielsweise direkt oder indirekt mit Depressionen, Dissoziationen oder Borderline zu tun haben. Er bezeichnet hier oft den Zusammenbruch festigender Ideale oder Weltanschauungen, auf die die betreffende Person ihr bisheriges Leben zumindest teilweise aufgebaut hat. Er kann aber auch außerhalb von pathologischen psychischen Problemen auftreten, so in persönlichen Krisen, besonders aber in der sogenannten Midlifecrisis, die dadurch gekennzeichnet ist, dass gesteckte Ziele als unerreichbar oder nicht wünschenswert erkannt werden. Aber auch in der Pubertät kommt es zu einer „normalen“ Desillusion, in der unter anderem die Allmacht der Erzieher und anderer Autoritäten angezweifelt wird.
Die Desillusion muss nicht zwangsweise eine totale Resignation oder Selbstaufgabe zur Folge haben, sondern kann auch dazu führen, dass Probleme oder Zwänge als nicht existent erkannt werden oder zumindest als nicht unüberwindbar.
Trotzdem taucht sie fast durchgängig innerhalb der Beschreibung von Krankheitssymptomen auf.

## Desillusion als Methode der Aufklärung
Mit zunehmender Aufklärung nimmt auch gleichzeitig die Menge der für wahr gehaltenen Überzeugungen ab, zuletzt verliert gar das Wort „Wahrheit“ seine cartesische bzw. objektive Position außer- bzw. oberhalb des Satzes, wird Wort unter Wörtern, das nun auch der Sprachkritik unterworfen ist. Selbst die Aufklärung erweist sich mit ihrer Selbstzerstörung als Illusion.
Prinzipiell ist die Möglichkeit zu einer Desillusion immer da gegeben, wo Dinge hinterfragt werden, wenn zum Beispiel totalitäre Überzeugungen oder sogenannte Selbstverständlichkeiten an die Grenzen ihrer eigenen Beschränktheit stoßen, also wo eine Auseinandersetzung zwischen einer Vielfalt von (An)sichten und „Wahrheiten“ beginnt, die miteinander konfrontiert werden, und wo die Bereitschaft besteht, sein Gegenüber, das sog. „Anders“, zu verstehen, ohne bereits seine Vorurteile und Meinungen auf es zu projizieren.
Die Desillusion als scheinbar „destruktiver“ Teil der Aufklärung leistete einen nicht unwesentlichen Beitrag zu ihrer Verbreitung und der Politisierung der Massen, indem sie beispielsweise die Heilsversprechen der Kirche als Illusionen darstellte (das bekannteste Glaubensbekenntnis ist das „Gott ist tot“ Friedrich Nietzsches, der so gedachte, die Aufklärung zu vollenden) oder die „gottgegebene“ Autorität des Königs in Frage stellten.

### Desillusion und Gesellschaftskritik
Bereits für Karl Marx war die Unzufriedenheit Voraussetzung für die Entstehung des revolutionären Subjekts und damit jeglicher Möglichkeit zu einer Veränderung der Verhältnisse überhaupt. Unzufriedenheit aber setzt das Fehlen positiver Zukunftsaussichten voraus, was nur durch Desillusion erreicht werden kann. In diesem Zusammenhang ist auch der berühmte Ausspruch „Religion ist Opium des Volkes“ zu deuten, wonach die Religion die Desillusion verhindere.
Gesellschaftskritiken (wie z. B. die Frankfurter Schule und weite Teile der undogmatischen (postmarxistischen) Linken), in denen die Desillusion eine Rolle spielt, lassen die Illusion als Mittel zum Vergessen auftreten, die sich mit einer unendlichen Anzahl von Manifestationen tarnt – sei es durch völkische Ideologien wie den Faschismus, in dem das Selbst in einem Meer der Uniformität ertränkt werden soll, oder durch gedankenlosen Konsum, durch den immer neue Scheinbedürfnisse geweckt und befriedigt werden sollen, um den Menschen in eine Art rastlosen Rausch zu zwingen, der es ihm unmöglich macht, sich selbst und seine Handlungen zu reflektieren. Dies sind vornehmlich die Kapitalismuskritiken, die das Kapital als Fetisch betrachten und folglich nicht personalisieren oder moralisch motiviert sind, sondern teilweise auf Selbstverwirklichung hinauslaufen.
In diesem Rahmen wird die grundlegende Unzufriedenheit des Menschen auch als Wurzel seiner Schaffenskraft gesehen.

### Desillusion innerhalb der Selbstfindung
Die Desillusion ist auch ein zentrales Motiv der Selbstfindung, oft wird der Wunsch nach dieser erst durch vielfache Desillusion angestoßen. Denn diese ist unabdingbar, um den Selbstbetrug als solchen zu erkennen. Hier findet sie besonders im Rahmen der Auseinandersetzung mit den eigenen Phantasien, Träumen und Vorstellungen Anwendung. Aber auch „höhere“ Teile des eigenen Denkens wie beispielsweise religiöse oder politische Meinungen werden innerhalb dieses Prozesses mit ihren „wahren“ Beweggründen konfrontiert, was nicht selten zu einer Aufgabe dieser Meinungen führt.